# ماری کرازبی

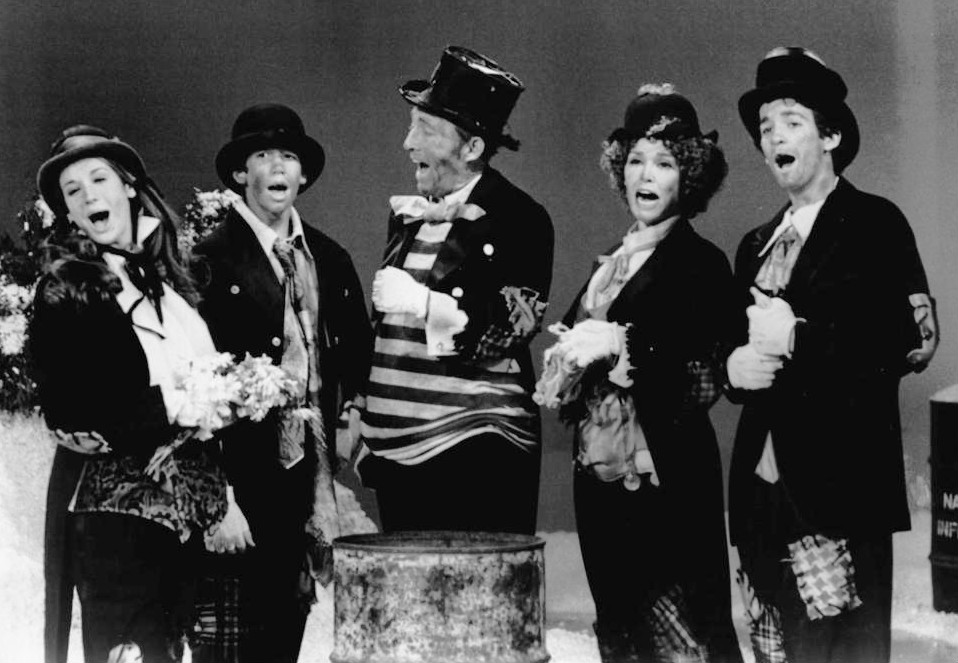
1974 bing crosby

ماری کرازبی (انگلیسی: Mary Crosby؛ زادهٔ ۱۴ سپتامبر ۱۹۵۹) یک هنرپیشه اهل ایالات متحده آمریکا است. وی از سال ۱۹۶۷ میلادی تاکنون مشغول فعالیت بوده‌است.
او در فیلم تیپهدس بازی کرده‌است.